# فلیکس کیر

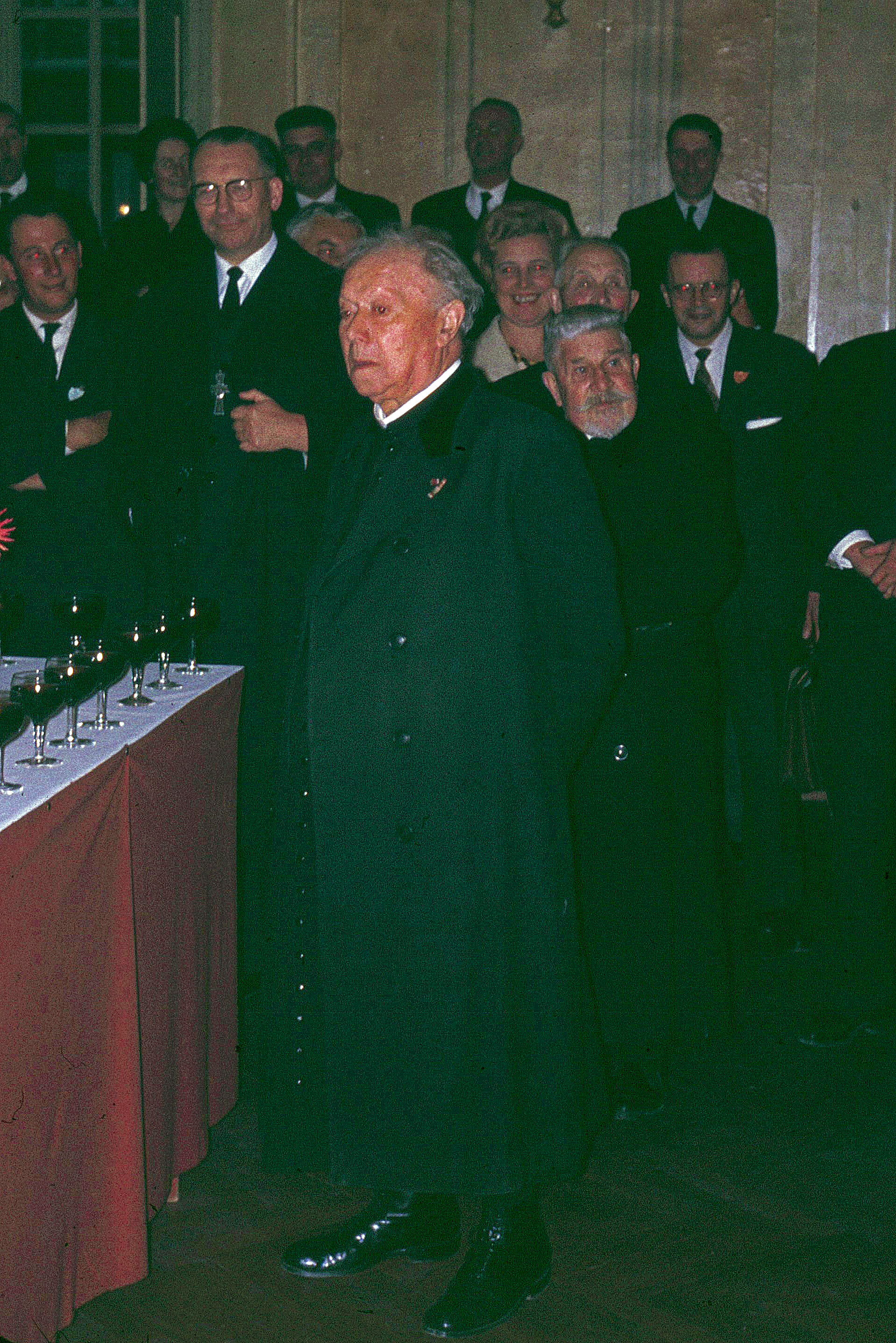
فلیکس کیر در سال ۱۹۶۳ میلادی

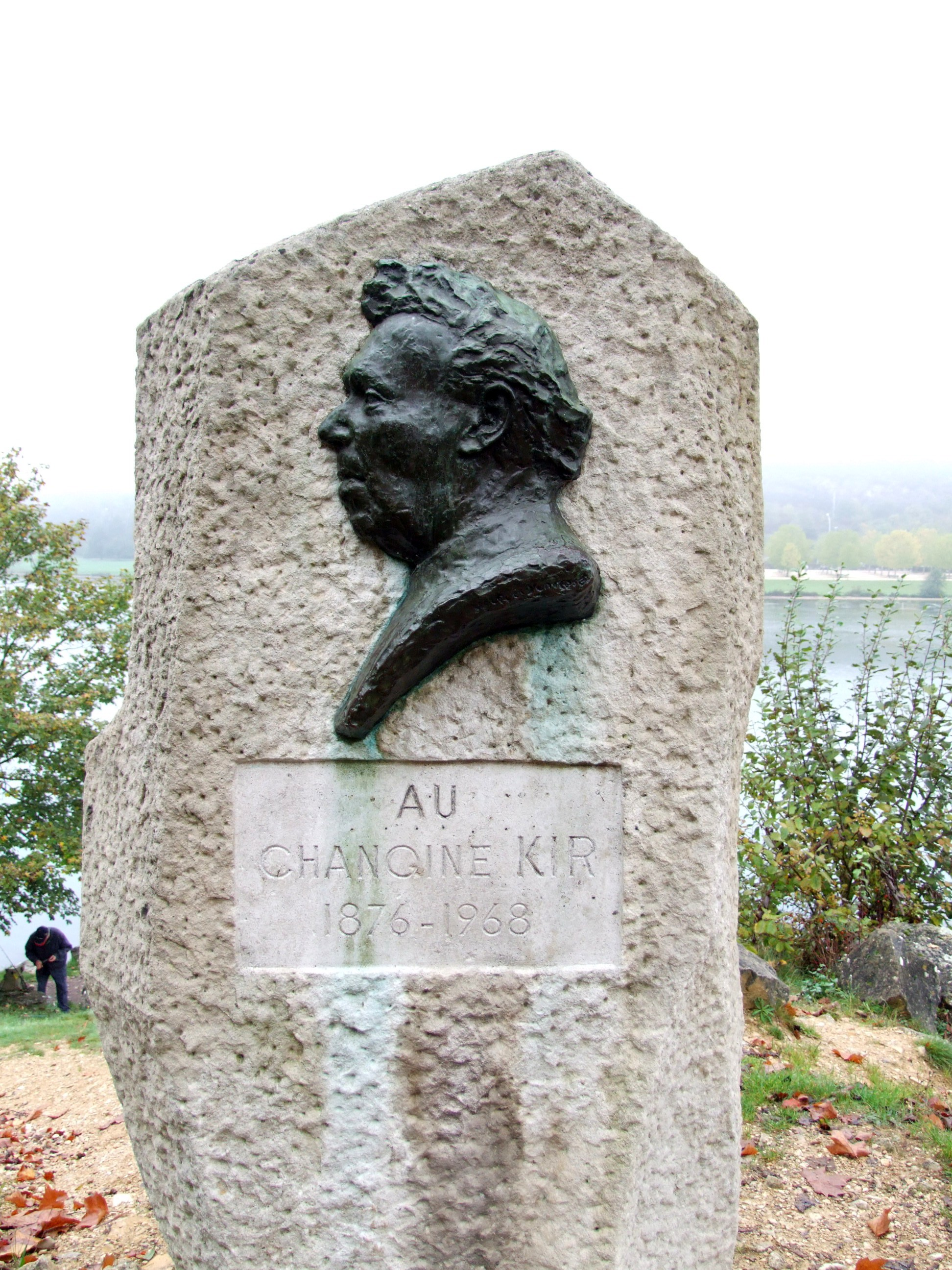
بنای یادبود فلیکس کیر در نزدیکی دریاچه کیر

فلیکس کیر (۲۲ ژانویه ۱۸۷۶–۲۶ آوریل ۱۹۶۸)، کشیش کاتولیک، رزمنده مقاومت فرانسه و سیاستمدار فرانسوی بود.

## زندگی
او در الیس-ساینت-رین در شهرستان کوت دور فرانسه به دنیا آمد. او تحصیلات دینی خود را در سال ۱۸۹۱ در یک مدرسه علوم دینی کوچک شروع کرد و در سال ۱۹۰۱ فارغ‌التحصیل شد و به عنوان یک کشیش شروع به فعالیت کرد.
او طی اشغال فرانسه در جنگ جهانی دوم نقش فعالی در مقاومت فرانسه داشت. او پس از کمک به فرار ۵۰۰۰ زندانی از یک کمپ در لنویک، دستگیر و به مرگ محکوم شد. اما به خاطر کشیش بودن آزاد شد. او پس از آزادی به سازماندهی عملیات‌هایی علیه نازی‌ها ادامه داد.
در سال ۱۹۴۵ میلادی او نشان لژیون دونور را دریافت کرد و به عنوان شهردار دیژون انتخاب شد و تا زمان مرگ در سال ۱۹۶۸ در این سمت قرار داشت.

## یادبود
یک نوشیدنی الکلی محلی به نام کیر از روی نام فلیکس کیر نامگذاری شده. گفته می‌شود که کیر این نوشیدنی محلی را برای هیئت نمایندگان سرو می‌کرده. همچنین گفته می‌شود که زمان اشغال فرانسه سربازان آلمانی شراب قرمز این منطقه را مصادره کردند بنابراین کیر نوشیدنی محلی این منطقه که آن زمان با شراب قرمز و کرم دو کاسیس تهیه می‌شده را به ترکیب شراب سفید و کرم دو کاسیس تغییر داده و اینگونه این نوشیدنی را به وجود آورده.
یک دریاچه مصنوعی در غرب دیژون ساخته شد و به احترام فلیکس کیر، دریاچه کیر نامگذاری شد.